# Rayjon Tucker
Rayjon Tucker (ur. 24 września 1997 w Charlotte) – amerykański koszykarz, występujący na pozycji rzucającego obrońcy, od 2023 zawodnik Reyeru Wenecja.
19 października 2019 został zwolniony przez Milwaukee Bucks.
24 grudnia 2019 zawarł umowę do końca sezonu z Utah Jazz.
27 listopada 2020 trafił w wyniku wymiany do Cleveland Cavaliers. 28 listopada opuścił klub. 1 grudnia został zawodnikiem Los Angeles Clippers. 18 grudnia został zwolniony.
21 stycznia 2021 podpisał umowę z Philadelphia 76ers na występy zarówno w NBA, jak i zespole G-League − Delaware Blue Coats. 18 sierpnia 2021 opuścił klub. 21 grudnia 2021 zawarł 10-dniowy kontrakt z Minnesotą Timberwolves. 31 grudnia 2021 podpisał 10-dniową umowę z Denver Nuggets. 11 stycznia 2022 powrócił d składu Wisconsin Herd. 8 kwietnia 2022 zawarł kontrakt do końca sezonu z Milwaukee Bucks. 16 lipca 2023 dołączył do włoskiego Reyeru Wenecja.

## Osiągnięcia
Stan na 18 października 2023, na podstawie, o ile nie zaznaczono inaczej.
NCAA
- Uczestnik rozgrywek turnieju NCAA (2016, 2017)
- Mistrz:
  - turnieju konferencji Atlantic Sun (2016, 2017)
  - sezonu regularnego Atlantic Sun (2017)
- Zaliczony do II składu Sun Belt (2019)